# Dizzy Atmosphere
Pour les articles homonymes, voir Atmosphere.
Dizzy Atmosphere est un standard de jazz de Dizzy Gillespie enregistré à l'origine en 1945 avec Charlie Parker,.
D'un point de vue harmonique, il est basé sur la progression d'accords trouvée dans I Got Rhythm de George Gershwin, appelée en anglais « rhythm changes » ou, plus communément en français, « Anatole ».